# گل بی‌صبر زینتی
گل بی‌صبر زینتی، گل حنا (نام علمی: Impatiens balsamina) نام یک گونه از راسته شمعدانی‌سانان است.